# ジェームズ・ティレル
ジェームズ・ティレルまたはジェームズ・ティレル卿（1455年頃– 1502年5月6日）はイギリスの騎士であり、リチャード3世の家臣である。ウィリアム・シェイクスピアは、1593年の演劇『リチャード三世』で王子の殺害を謀略した男としてティレルを描いている。

## 家族
ジェームズ・ティレルはサフォークに住むウィリアム・ティレルの長男である。また、母のマーガレット・ダーシーはジョン・ティレルの孫である。

## 生涯
ジェームズ・ティレルの父親、ウィリアム・ティレルは斬首された。オックスフォードの第13伯爵であるジョン・ド・ヴィアーは、その父親と共にエドワード4世を殺害する計画をし、それが発覚した後、それぞれ2月20日と2月26日に処刑された。ジェームズはこの事件とウィリアム・ティレルの関係を証明するためとの理由で生き残れた。ジェームズは私権剥奪されなかった。
ジェームズ・ティレルは、1471年5月4日のテュークスベリーの戦いでヨーク朝側に味方し、エドワード4世によって騎士の称号を与えられた。数ヶ月後、彼は将来のリチャード3世とグロスター公に仕えはじめた。彼は1485年からフランスに滞在していたため、ボズワースの戦いに参加しなかった。ホグワースの戦いにより、仕えていたヨーク朝が滅亡しチューダー朝が王家となった。

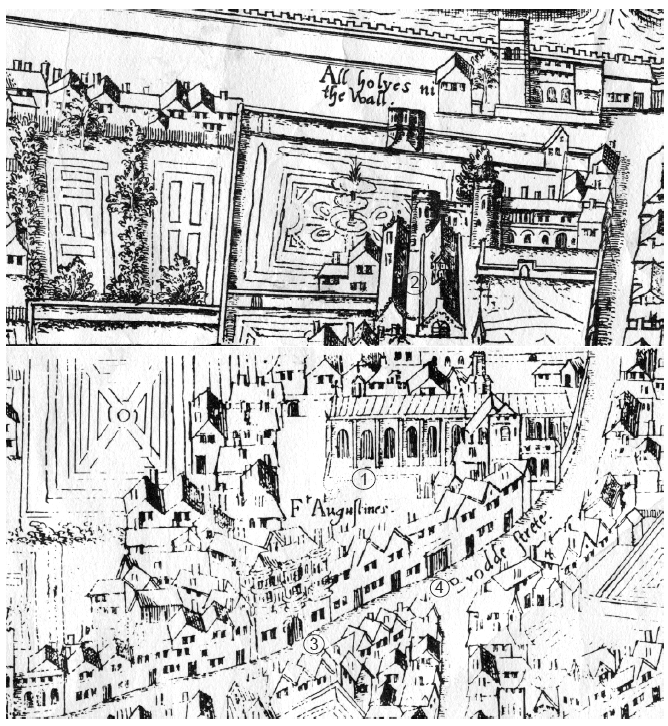
1550年頃のロンドンのオースティンフライヤーズ。ジェームズ・ティレルの埋葬地。

翌年、ジェームズはイギリスに戻り、チューダー朝のヘンリー7世から恩赦を受けた。そして、ヘンリー7世は、ジェームズをイギリス領のカレーの総督に任命した。しかし、1501年にジェームズは、亡命していたヨーク朝の家臣であるサフォークの第3代公爵であるエドムンド・ポールに支援をした。 そのことによって、1501年の春にヘンリー7世はジェームズとその息子であるトーマスを含む多くの人々を逮捕した。
死刑執行から数年後、トマス・モアは『リチャード3世の歴史』の中で、ジェームズはエドワード5世と、ヨーク公のリチャード・オブ・シュルーズベリーらを殺害したことを逮捕時の調査で自白したと書いている。しかし、他の記述、特にポリドール・ヴァージルの記述には、ジェームズの自白について言及していない。
ティレルは1502年5月2日にロンドンのギルドホールで、反逆罪で裁判にかけられ有罪判決を受け、4日後の5月6日にサフォーク公を支援した共犯者の一人であるジョン・ウィンダムと共に処刑された。ティレルはロンドンのオースティン兄弟教会に埋葬された。彼は1504年1月25日に私権剥奪された。

## 妻子
最初の妻であるエリザベス・モーリーと結婚し 、その後、1469年、ジェームズはランハーンのジョン・アランデルの娘であるアン・アランデル結婚をした。下記の合わせて3人の息子と1人の娘をもうけた。
- トーマス・ティレル( ?~1551)
- ジェームズ・ティレル(?~1539)[8]
- ウィリアム・ティレル[9]
- アン・ティレル[10]